# بروملي وشايلهورست (دائرة انتخابية في المملكة المتحدة)
بروملي وشايلهورست  (بالإنجليزية: Bromley and Chislehurst)‏ هي إحدى الدوائر الانتخابية في المملكة المتحدة الممثلة في مجلس العموم في برلمان المملكة المتحدة.
عضو البرلمان الذي يمثلها حالياً هو :Bob Neill (Con).